# NGC 5231
NGC 5231 is een balkspiraalstelsel in het sterrenbeeld Maagd. Het hemelobject werd op 30 april 1864 ontdekt door de Duitse astronoom Albert Marth.

## Synoniemen
- UGC 8574
- MCG 1-35-11
- ZWG 45.34
- IRAS 13332+0315
- PGC 47953